# Acer pseudosieboldianum
Acer pseudosieboldianum é uma espécie de árvore do gênero Acer, pertencente à família Aceraceae.